# Un sacrilegio per fratello Cadfael
Un sacrilegio per fratello Cadfael  (The Holy Thief) è un giallo storico di ambientazione medievale, scritto dall'autrice britannica Ellis Peters. Si tratta del diciannovesimo romanzo in cui indaga il monaco benedettino Fratello Cadfael. Pubblicato per la prima volta in lingua originale nel 1992 è arrivato nelle librerie italiane nel 2003, tradotto da Elsa Pelitti.

## Contesto storico
La serie dei romanzi dedicati alle indagini di Fratello Cadfael si svolge nel periodo dell'anarchia inglese. Ossia quei due decenni in cui Re Stefano e l'Imperatrice Maud lottano l'uno contro l'altra per la corona d'Inghilterra.
Nel 1143, Geoffrey de Mandeville primo conte di Essex si ribella alle forze di Re Stefano, dopo essere stato arrestato in settembre a St Albans per tradimento e aver perso i suoi titoli e i possedimenti terrieri. Dopo l'arresto il conte di Essex diventa un fuorilegge, si reca nel Cambridgeshire e si barrica con provviste e forze armate nelle zone paludose che lì si trovano (chiamate Fen o Fenland). In particolare, oltre a depredare gli abitanti della zona, si impossessa dell'abbazia di Ramsey e la fortifica, facendone il suo quartier generale. L'abbazia, infatti, è un luogo quasi inaccessibile dato che sorge su una penisola con un unico punto di accesso.  Intanto de Mandeville continua a depredare le zone circostanti e scaccia i monaci da Ramsey.
Stefano desiste dall'attacco frontale, dato che le fortezze di Geoffrey de Mandeville sembrano inaccessibili. Decide invece di creare una cerchia di fortificazioni intorno all’area, per impedire l’arrivo di rifornimenti ai fuorilegge. Tra queste fortificazioni, quella di Burwell è fatale per il conte di Essex. Infatti, nel corso di un'azione militare nell’agosto 1144 egli è ferito da una freccia scagliata da quella fortificazione. La ferita risulta mortale, portandolo a morire ancora scomunicato, nel settembre 1144.
Con la sua morte i suoi seguaci fuorilegge si dileguano, mettendo fine al regno di terrore nel Cambridgeshire. In pochi mesi tutte le proprietà sottratte con la forza vengono rese ai loro proprietari. Ciò vale anche per l'abbazia di Ramsey che viene restituita ai benedettini, nella persona dell'abate Walter. Purtroppo la proprietà è in totale rovina e i campi sono incolti, ma i monaci benedettini si mettono d'impegno e nel tempo la restaurano.

## Trama
La vicenda si svolge nei primi mesi dell'anno 1145, nell'abbazia dei Santi Pietro e Paolo a Shrewsbury. Dall'abbazia di Ramsey arrivano il vice priore Herluin e il giovane novizio Tutilo. Ramsey è finalmente stata restituita ai benedettini ma è in completa rovina, i campi non sono stati coltivati e gli edifici sono privi di ogni cosa. I fondi per ricostruire sono scarsi e loro si prefiggono di fermarsi in diverse case sorelle per chiedere aiuto e pregare i fedeli di elargire donazioni. L'abate Radulfus è lieto di poter contribuire alla ricostruzione incitando la popolazione di Shrewsbury a donare: le offerte in denaro da parte di artigiani e nobili, nonché quelle di manovalanza gratuita da parte della gente comune sono numerose. In particolare, due importanti donazioni giungono da parte della famiglia Blount, il cui figlio minore, Sulien, era stato per un periodo novizio presso Ramsey, anche se aveva poi deciso di non vestire il saio benedettino. Egli promette del legname da utilizzare per i lavori di restauro, a nome suo e del fratello maggiore Eudo. L'altra ingente donazione viene elargita della madre, Donata Blount, sofferente per una lunga malattia e ormai prossima alla morte. Ella dona ai monaci di Ramsey alcuni gioielli di splendida fattura in modo che possano essere usati per il finanziamento dei lavori. È in occasione della visita di Herluin e Tutilo presso il maniero dei Blount che si scopre il talento artistico del giovane novizio. Invitato da Donata a suonare per lei in modo da poter sopportare meglio i dolori che l'affliggono, dimostra sia una superba maestria nel suonare il salterio, sia una purissima voce.
In quegli stessi giorni giunge nella foresteria dell'abbazia un altro gruppo di persone. Si tratta del ricco trovatore provenzale Rémy di Pertuis accompagnato dal suo servitore Bénezet e dalla giovane cantatrice Daalny, che è sua schiava.  Erano in cammino verso Chester, dove speravano di poter essere accolti a cantare per il conte Ranulf, quando il miglior cavallo di Rémy si era azzoppato, rendendo necessaria una sosta per permettergli di riprendersi.
Quando i monaci di Ramsey si stanno preparando a partire con tutte le generose donazioni raccolte a Shrewsbury, le numerose piogge cadute in Galles e in tutto lo Shropshire provocano la rottura degli argini del fiume Severn, che minaccia un'inondazione. Così tutti si affrettano a portare al sicuro gli animali, le scorte di cibo e gli oggetti più preziosi. Anche la bara contenente le vestigia mortali di Santa Winifred viene portata in un luogo più sicuro per allontanarla dall'acqua straripante del fiume Severn e del torrente Meole. Tuttavia la piena si rivela essere meno pericolosa di quanto non si fosse creduto in un primo momento e così, in pochi giorni, Herluin e Tutilo ripartono per chiedere ulteriori offerte nella vicina città di Worcester, mentre un piccolo gruppo di uomini offertisi volontari per prestare la propria manovalanza nei lavori di restauro si avvia verso Ramsey con le donazioni raccolte a Shrewsbury e con il legname dei Blount.
Purtroppo, all'abbazia dei Santi Pietro e Paolo avviene una dolorosa scoperta. Qualcuno ha volutamente trafugato il reliquiario contenente le vestigia di Santa Winifred e tutti sono in uno stato di estrema agitazione per la perdita della Santa. Anche fratello Cadfael è molto preoccupato e insieme allo sceriffo Beringar inizia ad indagare. Presto intuisce che l'unico posto in cui può trovarsi la bara è il carretto carico di legame e donazioni per Ramsey e sospetta del giovane novizio Tutilo che aveva in precedenza mostrato un eccessivo interessamento per la santa gallese. Durante le sue indagini, Cadfael scopre che Aldhelm, un giovane pastore che lavora per un signore locale, ha visto come si sono svolti i fatti nel giorno del furto e saprebbe identificare il monaco che ha visto armeggiare con il reliquiario della Santa. Egli è anche pronto a testimoniare quando ne venisse fatta richiesta.
Intanto i monaci che si stavano recando a Ramsey vengono depredati e malmenati da una banda di malfattori a sud di Leicester, ma riescono a mettersi in salvo e a tornare a Shrewsbury per informare l'abate Radulfus e lo sceriffo. Hugh Beringar e il priore Robert raggiungono Herluin e Tutilo a Worcester e insieme si recano sul luogo dell'imboscata. Là vengono a sapere che la bara di Santa Winifred è stata trovata dagli abitanti della zona in mezzo al legname e immediatamente consegnata a Robert Beaumont, II conte di Leicester, anche conosciuto come Robert “Bossu” (letteralmente Robert “Il Gobbo”, per via di un bozzo sulla schiena).  Si recano perciò nella residenza del conte Robert a Huncote, per parlargli e riavere il reliquiario della Santa. La situazione però non si risolve con il ritrovamento della bara perché in tre si contendono la “proprietà” di Santa Winifred: l'abbazia di Shrewsbury, l'abbazia di Ramsey e il conte Robert. Si decide quindi di dirimere la contesa a Shrewsbury.
Intanto la sera stabilita per la testimonianza, il giovane pastore Aldhelm purtroppo non si presenta e il suo corpo è scoperto, assassinato, lungo la strada che doveva percorrere per raggiungere l'abbazia. I primi sospetti cadono sul novizio Tutilo, che prontamente ammette di aver tentato di trafugare la bara di Santa Winifred ma nega assolutamente di aver commesso l'omicidio. Anche Cadfael non è convinto della sua colpevolezza e continua a indagare.
Al termine del romanzo il trovatore Rémy lascia l'abbazia per cantare e suonare nella dimora del conte Robert, la verità sull'assassinio viene alla luce e il colpevole punito. Inoltre Santa Winifred rimane a Shrewsbury e i monaci di Ramsey riescono a ripartire con una cospicua porzione delle donazioni precedentemente raccolte.

## Riferimenti ad altri romanzi di Fratello Cadfael
- Viene menzionata l'avventura di fratello Cadfael nel primo romanzo La bara d’argento. Quando il reliquiario di Santa Winifred viene trafugato, Cadfael è estremamente preoccupato che possa venire aperto, rivelando così quanto avvenuto a Gwytherin circa otto anni prima. Per sua fortuna ciò non avviene.
- I Blount erano già comparsi in precedenza nel libro La missione di Fratello Cadfael. È in quel romanzo che Sulien torna da Ramsey e decide poi di non continuare il suo noviziato, finendo anche per innamorarsi.

## Adattamento televisivo
Nella serie televisiva britannica Cadfael – I misteri dell’abbazia, prodotta dalla ITV, ogni episodio è la trasposizione di uno dei romanzi che hanno come protagonista il monaco benedettino.  Un sacrilegio per fratello Cadfael è stato adattato come primo episodio della quarta stagione, intitolato Il ladro santo.

## Edizioni italiane
- Ellis Peters, Un sacrilegio per fratello Cadfael, traduzione di Elsa Pelitti, collana: La gaja scienza, n° 693, Milano, Longanesi & C., 2003,  p. 217, ISBN 88-304-1961-3.
- Ellis Peters, Un sacrilegio per fratello Cadfael, traduzione di Elsa Pelitti, copertina di Ezio Rolle, Milano, TEA, 2005,  p. 217, ISBN 88-502-0814-6.